# Otello Martelli
Otello Martelli (Roma, 19 de maig de 1902 - 20 de febrer de 2000) va ser un director de fotografia i cineasta italià, autor de la fotografia de La Dolce Vita.

## Vida i carrera
Nascut a Roma, va començar a treballar el 1920. Ha col·laborat amb directors com Roberto Rossellini, Alberto Lattuada, Federico Fellini, Alessandro Blasetti, Giuseppe De Santis, Vittorio De Sica i Pier Paolo Pasolini. És especialment reconeguda la seva col·laboració amb Fellini des de 1950 (Luci del varietà) fins a 1961 (amb l'episodi Le tentazioni del dottor Antonio a Boccaccio '70). També ha treballat a La Dolce Vita, Paisà, i L'oro di Napoli. Fou guardonat amb la Conquilla de Plata a la millor fotografia en la 1a Setmana Internacional del Cinema de Sant Sebastià.

## Filmografia
- Liberazione, de Jacques Creusy (1920)
- La giovinezza del diavolo, de Roberto Roberti (1920)
- Anima selvaggia, de Gaston Ravel (1920)
- La ferita, de Roberto Roberti (1920)
- Consuelita, de Roberto Roberti (1921)
- Il farfallino, de Camillo De Riso (1921)
- La donna, il diavolo, il tempo, de Edoardo Bencivenga (1921)
- La donna nuda, de Roberto Roberti (1922)
- Fior di levante, de Roberto Roberti (1925)
- Garibaldi/Anita o Il romanzo d'amore dell'eroe dei due mondi, d'Aldo De Benedetti (1926)
- La gesta dell'artide (1928)
- Il cardinale Lambertini, de Parsifal Bassi (1934)
- Vecchia guardia, d'Alessandro Blasetti (1934)
- La mia vita sei tu, de Pietro Francisci (1935)
- Darò un milione, de Mario Camerini (1935)
- Un bacio a fior d'acqua, de Giuseppe Guarino (1935)
- Arma bianca, de Ferdinando M. Poggioli (1936)
- L'ambasciatore, de Baldassarre Negroni (1936)
- L'antenato, de Guido Brignone (1936)
- Vivere!, de Guido Brignone (1936)
- Fermo con le mani!, de Gero Zambuto (1936)
- Marcella, de Guido Brignone (1937)
- Allegri masnadieri, de Marco Elter (1937)
- Contessa di Parma, d'Alessandro Blasetti (1937)
- Chi è più felice di me!, de Guido Brignone (1937)
- Gli uomini non sono ingrati, de Guido Brignone (1938)
- Jeanne Doré, de Mario Bonnard (1938)
- Io, suo padre, de Mario Bonnard (1938)
- Papà per una notte, de Mario Bonnard (operador de càmera) (1939)
- Follie del secolo, d'Amleto Palermi (1939)
- Il signore della taverna, d'Amleto Palermi (1939)
- Kean, de Guido Brignone (1940)
- Lucrezia Borgia, de Hans Hinrich (1940)
- Miseria e nobiltà, de Corrado D'Errico (1940)
- Il re del circo, de Hans Hinrich & Tullio Covaz (1941)
- Il bravo di Venezia, de Carlo Campogalliani (1941)
- Tragica notte, de Mario Soldati (1942)
- Don Giovanni, de Dino Falconi (1942)
- La Gorgona, de Guido Brignone (1942)
- La carica degli eroi, d'Anton Giulio Majano i Oreste Biancoli (1943)
- Quartieri alti, de Mario Soldati (amb Aldo Tonti) (1943)
- Ultimo amore, de Luigi Chiarini (1944)
- Paisà, de Roberto Rossellini (1945)
- La grande aurora, de Giuseppe Maria Scotese (1946)
- Il duomo di Milano, d'Alessandro Blasetti (amb Mario Craveri) (1946)
- Caccia tragica, de Giuseppe De Santis (1946)
- La montagna di cristallo, de Henry Cass i Edoardo Anton (1948)
- Riso amaro, de Giuseppe De Santis (1948)
- La madonnina d'oro, de Ladislao Vajda (amb Anchise Brizzi) (1948)
- Stromboli terra di Dio, de Roberto Rossellini (1949)
- Cagliostro o Gli spadaccini della serenissima, de Gregory Ratoff i (no acreditat) Orson Welles (1949)
- Luci del varietà, d'Alberto Lattuada i Federico Fellini (1950)
- Francesco, giullare di Dio, de Roberto Rossellini (1950)
- Due mogli sono troppe, de Mario Camerini (amb Geoffrey Faithfull) (1951)
- Anna, d'Alberto Lattuada (1951)
- Roma ore 11, de Giuseppe De Santis (1952)
- Siamo donne (episodi Concorso 4 attrici, 1 speranza, d'Alfredo Guarini i episodi Il pollo, de Roberto Rossellini) (1952)
- Campione del mondo, de Massimo Mida (1952)
- I vitelloni, de Federico Fellini (amb Carlo Carlini & Luciano Trasatti) (1952)
- Un marito per Anna Zaccheo, de Giuseppe De Santis (1953)
- Carne de horca, de Ladislao Vajda (amb Eloy Mella) (1953)
- La strada, de Federico Fellini (amb Carlo Carlini) (1953)
- Giorni d'amore, de Giuseppe De Santis (1953)
- L'oro di Napoli, de Vittorio De Sica (1953)
- La donna del fiume, de Mario Soldati (amb Roberto Gerardi) (1954)
- Il bidone, de Federico Fellini (1954)
- La fortuna di essere donna, de Alessandro Blasetti (1955)
- Guendalina, d'Alberto Lattuada (1956)
- Le notti di Cabiria, de Federico Fellini (amb Aldo Tonti) (1956)
- Vacanze a Ischia, de Mario Camerini (1956)
- La diga sul Pacifico, de René Clément (amb Aldo Tonti) (1957)
- Cuba '58, de José Miguel García Ascot i Jorge Fraga (amb José Tabio) (1958)
- La legge, de Jules Dassin (1958)
- La dolce vita, de Federico Fellini (1959)
- La ragazza in vetrina, de Luciano Emmer (1960)
- Boccaccio '70 (episodi La riffa, de Vittorio De Sica i Le tentazioni del dottor Antonio, de Federico Fellini) (1961)
- La rossa, de Helmut Käutner (1962)
- Il maestro di Vigevano, de Elio Petri (1963)
- Sopralluoghi in Palestina per il vangelo secondo Matteo (documental), de Pier Paolo Pasolini (amb Aldo Pinelli) (1963)
- Cyrano et d'Artagnan, d'Abel Gance (1963)
- La donna è una cosa meravigliosa (segment Una donna dolce, dolce..., de Mauro Bolognini) (1963)
- La mia signora (segment L'automobile, de Tinto Brass) (1964)
- I tre volti (segment Latin Lover, de Franco Indovina & Gli amanti celebri, de Mauro Bolognini) (1964)
- Menage all'italiana, de Franco Indovina (1965)
- Tre pistole contro Cesare, d'Enzo Peri (1966)